# Тичківський Роман Мирославович
Рома́н Миросла́вович Тичкі́вський (19 липня 1989 , Рогатин, Івано-Франківська область ) — керівник освітніх програм першого в Україні інвестиційного фонду Western NIS Enterprise Fund, керівник Української академії лідерства, співзасновник Відкритого університету Майдану.

## Життєпис

### Освіта
Народився та виріс у Рогатині Івано-Франківської області. Закінчив Рогатинську гімназію ім. Володимира Великого. Членом Пласту. У 2004—2005 навчальному році навчався у США за програмою обміну FLEX. Закінчив бакалаврську програму економічного факультету Києво-Могилянської академії та магістерську програму Вищої школи економіки у Барселоні за спеціальністю «Master in the Economics of Science and innovation». Пройшов річну навчальну програму при Українському дослідному інституті Гарвардського університету.
Під час навчання у Києво-Могилянській академії організував 2006 року благодійний концерт за участі гуртів «СКАЙ» і «Друга ріка» на підтримку тяжкохворого студента.

### Кар'єра та громадська діяльність
Працював проєктним менеджером у холдингу емоцій !FEST у напрямку розвитку франчайзингових проєктів та партнерської мережі. Під час подій Революції гідності став співзасновником Відкритого університету Майдану та займався фандрейзингом для ініціативи.
Координував роботу Канадсько-Української парламентської програми, яка надає українським студентам можливість тримісячного стажування у парламенті Канади. Був асистентом депутата парламенту Канади Корнеліу Чізу.
Роман координує програму економічного лідерства, в рамках якої Western NIS Enterprise Fund (WNISEF) реалізує такі проєкти, як SEED Grant та Програма Розвитку Корпоративного Управління.
Є співзасновником Української академії лідерства.